# Postulat monotoniczności
Postulat monotoniczności – w teorii wyboru społecznego, kryterium oceny metod głosowania opisujące, czy wzrost poparcia dla jednej z opcji wyłącznie zwiększa szansę na jej zwycięstwo.

## Historia
Pojęcie monotoniczności wywodzi się z matematyki, gdzie jest stosowane do opisu funkcji. Jak wskazali Brams i Fishburn, paradoksalne naruszenia monotoniczności opisano, jeszcze bez stosowania tej nazwy, w kontekście debat nad stosowaniem głosowania alternatywnego (IRV) już w 1910 w Wielkiej Brytanii i 1913 w Irlandii. Arrow posługiwał się w Social Choice and Individual Values z 1951 słabszą postacią postulatu monotoniczności, którą nazwał kryterium pozytywnego związku wartości indywidualnych i społecznych. Korzystający z koncepcji Arrowa May zauważył w 1952, że można ją nazywać „pozytywną monotonicznością”. Formalną analizę przypadku IRV, obejmującą twierdzenie określające część reguł podatności na ten paradoks, przedstawił w 1973 Smith. Fishburn opublikował w latach 1977–1982 szerokie opracowania zagadnienia, doprecyzowujące definicje. Maskin posługiwał się terminem monotoniczności w nieco innym sensie, dlatego literatura odwołuje się do tego odmiennego znaczenia przy pomocy określenia „monotoniczność Maskina”.
Według Lissowskiego, monotoniczność jest „najbardziej oczywistą cechą, jakiej [można] oczekiwać od procedury głosowania (…). Jest to wymaganie tak naturalne, że może się wręcz wydawać dziwne, że niektóre procedury go nie spełniają”. Dodaje on, że uważa to kryterium za rzeczywiście (praktycznie) istotne, i zgadza się z opinią Bramsa, według którego skutki odstępstw od monotoniczności są „moralnie nieakceptowalne”. Także według Fishburna, monotoniczność jest jednoznacznie pożądaną cechą procedur decyzyjnych. Felsenthal i Nurmi napisali, że uważają naruszenia monotoniczności za „najpoważniejszą patologię, jaka może dotknąć procedur wyborczych”.

## Opis

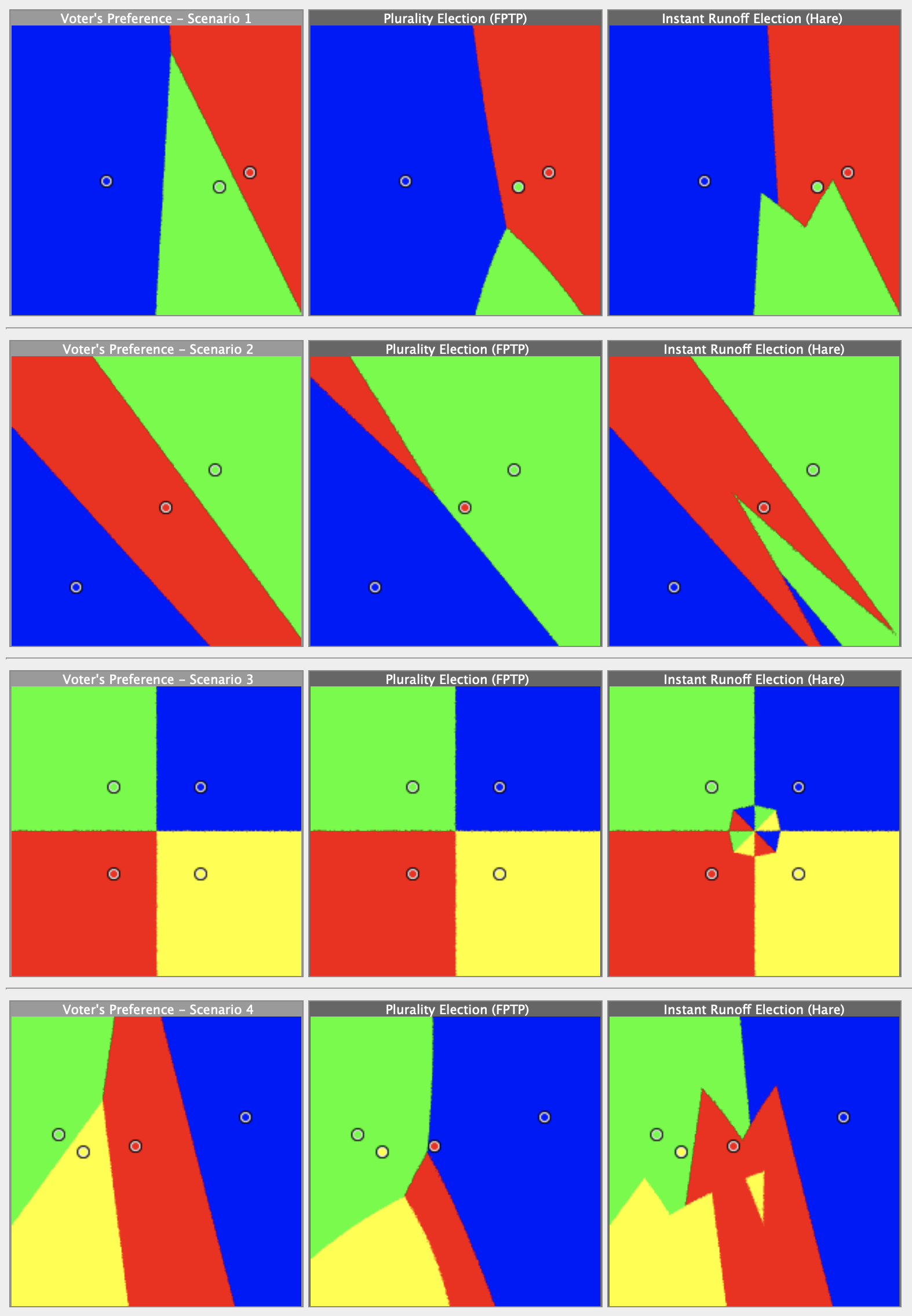
Płaszczyzny reprezentujące działanie trzech typów ordynacji (w kolumnach) na czterech przykładach sytuacji w dwuwymiarowych scenach politycznych (w wierszach), bez głosowania strategicznego. Kółka oznaczają ideologiczne położenie kandydatów. Kształt i barwa obszarów określa, która opcja wygrywa według danej metody, zależnie od ideologicznego położenia medianowego wyborcy. Metoda głosowania alternatywnego (ostatnia kolumna) nie spełnia kryterium monotoniczności, co jest odzwierciedlane graficznie przez łamany kształt regionów.

Kryterium monotoniczności jest formalizacją idei, że wzrost poparcia danej opcji w elektoracie, ceteris paribus, nie powinien nigdy utrudniać, a tylko pomagać jej w zwycięstwie.

### Opis formalny
Klasyczne definicje pojęcia zakładają stałą wielkość elektoratu (tj. brak absencji wyborczej).
Zgodnie z notacją Hamana, dla funkcji wyboru społecznego {\displaystyle w(\Re ,B)} na zbiorach preferencji {\displaystyle \Re } i alternatyw {\displaystyle A\in B,} oraz relacji preferencji ścisłej {\displaystyle P,} nieścisłej {\displaystyle R,} lub obojętności {\displaystyle I,} definicje różnych form monotoniczności można określić przy pomocy dwóch profili preferencji {\displaystyle \Re =<R_{1},\dots ,R_{n}>} i {\displaystyle \Re '=<R'_{1},\dots ,R'_{n}>,} które spełniają warunek:
{\displaystyle {\begin{alignedat}{3}\forall (w,v\in A:w\neq x,v\neq x),\forall i\in N:\\(wR_{i}v\equiv wR'_{i}v)\land (xP_{i}w\to xP'_{i}w)\land (xI_{i}w\to xI'_{i}w)\land \\\exists k\in N,\exists z\in A:[(xI_{k}z\land xP'_{k}z)\lor (zP_{k}x\land xR'_{k}z)]\end{alignedat}}}
czyli różnią się tylko preferencją indywidualną co najmniej jednego wyborcy {\displaystyle k} tylko w stosunku do co najmniej jednej pary alternatyw {\displaystyle z} i {\displaystyle x,} zawsze na niekorzyść {\displaystyle z} i korzyść {\displaystyle x}.
Funkcja wyboru społecznego spełnia kryterium pozytywnego związku wartości indywidualnych i społecznych (Arrowa) wtedy i tylko wtedy, gdy {\displaystyle \forall B,\forall x\in w(\Re ,B)\to x\in w(\Re ',B),} czyli gdy dodatkowa różnica – na niekorzyść {\displaystyle z} i korzyść {\displaystyle x} – nie usuwa {\displaystyle x} ze zbioru zwycięzców.
Spełnia ona kryterium monotoniczności wtedy i tylko wtedy, gdy {\displaystyle \forall B:[x\in w(\Re ,B)\to x\in w(\Re ',B)\land z\notin w(\Re ,B)\to z\notin w(\Re ',B)],} czyli gdy poza powyższym warunkiem, nie dodaje do zbioru zwycięzców opcji {\displaystyle z}.
Spełnia kryterium mocnej monotoniczności wtedy i tylko wtedy, gdy {\displaystyle \forall B:[x\in w(\Re ,B)\to x\in w(\Re ',B)\land z\notin w(\Re ',B),} czyli gdy poza wszystkimi powyższymi warunkami, nie pozostawia w zbiorze zwycięzców opcji {\displaystyle z}.
Zgodnie z twierdzeniem wykazanym przez Smitha w pracy z 1973, żaden system preferencyjny obejmujący dwa lub więcej etapów (tj. sekwencyjny lub z dogrywką) z nietrywialnym przeliczaniem punktów, nie jest monotoniczny.
Monotoniczność w sensie Maskina jest podobna do kryterium monotoniczności w wersji Arrowa, nie uwzględnia jednak warunków typu ceteris paribus, przez co – jak wskazują Felsenthal i Nurmi – własności tej nie spełnia praktycznie żadna typowa metoda wyborcza.

### Zmienny elektorat
Naruszenia monotoniczności w elektoracie o zmiennej wielkości były opisywane jako osobne „paradoksy”, w szczególności tzw. no-show paradox.